# Exèrcit Artiguista
L'Exèrcit artiguista va ser un conjunt de tropes dirigides pel cabdill federal de la Banda Oriental José Gervasio Artigas. Aquest exèrcit va haver de lluitar amb múltiples enemics, i és dels primers els reialistes espanyols, després els unitaris de Buenos Aires i després els imperialistes lusobrasilers. Les forces artiguistes estaven constituïdes per elements de Cavalleria, Infanteria i Artilleria.

## Composició de les tropes
La cavalleria va ser l'arma principal dins dels exèrcits d'Artigas, i això es justifica plenament per les partides curtes que actuaven en zones properes i les partides llargues que donaven la seguretat i l'informe llunyà. Durant la batalla la cavalleria enquadrava ambdós flancs de la infanteria i s'utilitzava per a:
- Prolongar el front
- Cargar a l'enemic quan atacava a la infanteria o quan aquesta començava a cedir terreny
- Intentar embolcallar (envoltar) o l'atac del flanc de l'enemic.

Després de la batalla, la cavalleria s'utilitzava a les persecucions. Les càrregues de cavalleria eren directes i a la carrera.
El cavall com a element de mobilitat tenia una gran importància, donat que els extensos teatres d'operacions estaven mancats de vies de comunicació, i el fet de tenir pocs efectius aconsellava la seva multiplicació pel moviment. També s'utilitzava el cavall com a exemple de xoc, sobre tot contra la infanteria al descobert. Aquesta forma d'ús va ser fructífera enfront de les tropes heterogènies, mal armades o mal instruïdes, tals com les tropes de Buenos Aires, però fracassava contra quadres regulars dels invasors portuguesos. El fet d'acumular cavalleria amb la finalitat d'assegurar el relleu dels equins fatigats o esgotats, va constituir una preocupació permanent d'Artigas, doncs només així és podia mantenir la seva capacitat operativa. La cavalleria a més de ser fàcil de reclutar, era fàcil d'armar donat que feia un ús intensiu d'armes blanques (llances, ganivets, sables, etc...), que eren capaces de fabricar-se fàcilment a la província. Les condicions d'ús de la cavalleria s'adaptaven fàcilment a la idiosincràsia dels pobles indígenes (que van prescindir de l'ús d'altres armes que no fossin les pròpies i primitives), però van constituir valents cossos auxiliars a les forces artiguistes, principalment durant la seva resistència contra els portuguesos. Els èxits inicials de la cavalleria gautxa es justificaven per la imprecisió de les armes de foc, la seva poca velocitat de tir i l'escàs ús de l'artilleria. Fracasava en canvi, contra el foc granejat de les disciplinades tropes portugueses. Eren també elements escassos de cavalleria els que proveïen xasques que asseguraven les comunicacions d'una forma molt eficaç. Complien el seu paper amb gran rapidesa i seguretat a l'hora d'entregar els oficis d'un general a l'altre.

### La infanteria
La infanteria tenia una escassa proporció als exèrcits artiguistes. Les seves condicions d'ús eren similars a les preconitzades per l'escola militar espanyola i es fundaven principalment en l'adopció de compactes formacions en quadre. S'organitzaven en campanyes d'uns cent cinquanta homes. El seu armament estava constituït per un fusell de xispa (al qual s'afegia una baioneta triangular), el matxet, un corretja amb cinturó i dues corretges creuades des de la espatlla, amb dues cartutxeres de cinquanta cartutxos. El fusell tenia una precisió limitada i el seu abast no superava els dos-cents metres. La seva poca velocitat de tir (uns dos tirs per minut) minvava encara més els seves possibilitats. Com que els fusells escassejaven, molts elements disposaven d'armes més antigues i menys eficaces, tals com terceroles, trabucs i encara llaços amb boles, sables i llances. La infanteria normalment formava en dos o tres línies o escalons, el que es justificava plenament per la lentitud a les operacions de carregar el fusell. A la primera línia s'hi col·locaven tiradors, sobre aquesta s'anaven fonent les demés fins a arribar al cos a cos amb les tropes enemigues. La segona línia amb missió de sosteniment, a uns cent-cinquanta o dos-cents metres a la rereguarda, donava suport a la primera i aplanava els buits que s'hi produïa en aquesta. La escassetat d'armaments, efectius i disciplina o el desig d'obtenir l'efecte sorpresa, els va portar molts cops a l'ús d'emboscades i la guerra de guerrilles.

### L'artilleria
L'artilleria a l'exèrcit artiguista era molt dèbil degut a la manca de material, així com la dificultat en restaurar o reparar les peces d'artilleria com també les dificultats en reclutar soldats aptes per a manejar les peces d'artilleria. Les escasses peces en servei eren preses a l'enemic o retirades de les fortificacions espanyoles. Aquestes peces eren de ferro o bronze, d'avant-carga i de vuit o 12 lliures. El seu abast oscil·lava segons el calibre entre mil dos-cents i mil vuit-cents metres i comptaven amb una escassa precisió i velocitat de tir. Els canyons es muntaven en curenyes amb rodes i es transportaven sobre carretes, essent en ambdós casos difícils de transportar degut a la manca de camins i l'abundància dels cursos d'aigua i de zones boscoses. A tot això s'hi sumava que un major ús d'artilleria implicava més necessitats de pólvora. A pesar de que Artigas es va preocupar perquè s'instal·lés una fàbrica de Polvora a Misiones, sempre va escassejar aquest material.

### Regiments més destacats

#### Els Blandengues
Aquest cos va ser creat al 1797 a Montevideo. El nucli més selecte de les forces artiguistes el constituïa el Regiment de Blandengues, tant per la seva disciplina com per la seva instrucció i armament. Els blandengues eren generalment comandats pel general José Artigas i estaven constituïts per vuit companyies de cent homes cadascuna. Aquesta unitat es va organitzar sobre la base dels desertors que van abandonar les files espanyoles i es van reunir amb Artigas, tals com Ramón Fernández i Afil, Pedro Pablo Romano, Ramón Pérez i Francisco Mancilla. Els blandengues van patir desercions freqüentment per efecte de les intrusions de Manuel de Sarratea, Carlos Maria d'Alvear, etz...

#### Regiment de Libertos
El cos de Libertos estava format per esclaus entregats per cada propietari proporcionalment a les seves disponibilitats, i comptava amb una companyia de granaders en les que va fer alçar les seves primeres armes el General Ignacio Oribe. El seu comandant era Rufino Bauzá, qui també va ser l'encarregat d'organitzar-lo a l'agost del 1816.

#### Els dracs de la Llibertat
A l'exèrcit de José Artigas existia el cos de dracs de la Llibertat, que era comandat per Fernando Otorgués i segons els testimonis de l'època eren "d'espantós renom i gosadia".

#### Regiment de Cívics
El cos de Cívics estava format per sis companyies, una d'elles de granaders i una altra de caçadors. Aquesta unitat estava sota les ordres directes del Cabildo de Montevideo, essent el seu cap el Sergent Major Manuel Campos Silva, figurant entre els oficials més distingits de l'exèrcit. L'efectiu total de la unitat, incloent-hi la plana Major era de trenta-un oficials, vint-i-cinc sergents, trenta-tres caps, tres tamborilers, i tres-cents vuitanta soldats.

## Armament
L'armament de les tropes artiguistes al principi de la Revolució Oriental estava format generalment per llances, chuzas (arma rudimentària usada a Argentina), sables, ganivets o facons (ganivet gran). Això era degut principalment al predominant element civil en la composició de l'exèrcit artiguista als seus inicis. Com va dir el propi Artigas a principis de la Revolució al 1811:
| « | No eren els paisans solitaris, els únics que es movien: Veïns establerts, posseïdors de bona sort i de totes les comoditats eren els que es convertien de sobre en soldats | » |

El 2 d'abril del 1811, per exemple, Estanislao Soler, enviat a Mercedes per a contrarestar els atacs realistes indicava:
| « | Quedo arreglant vuit-cents-homes que tinc reunits; I d'ells, tres-cents i més amb carrabines i fusells, i alguns altres amb pistoles i sabres | » |

Això mostra que inicialment almenys un 40% dels soldats artiguistes tenien armes de foc. Aquesta situació d'escassedat d'armes de foc va semblar ser una constant durant tota la campanya entre 1811 i 1820.
Al 1818 quan l'exèrcit Artiguista es trobava en plena lluita contra els seus enemics portuguesos, Rivera que li sol·licitava fusells degut a la escassedat d'armes de foc al front sud de la Banda Oriental, va rebre com a resposta del propi Artigas:
| « | T'envio les llances que tinc fetes; No tinc més armes de foc, però les llances que t'envio obraran millor amb la nostra gent | » |

### Fusells, trabucs i pistoles a l'exèrcit Artiguista
A pesar de tot plegat, l'exèrcit Artiguista va comptar amb alguns fusells.

#### Fusell de xipsa model 1783
Com s'ha esmentat ja abans, degut a la escassedat de fusells imperants a les seves files, Artigas es va fer valdre d'un Conveni de Lliure Comerç que havia signat amb l'imperi britànic, i per al mateix any 1818 va adquirir mil fusells d'avant-carga model 1773.
Les seves característiques eren: Calibre de 17,5mm, longitud de l'arma de 1,47m, i sistema de xispa. Disparava una bala de plom esfèrica de vint-i-set grams a quatre-cents cinquanta metres per segon impulsada per pólvora negra. El seu abast màxim era de dos-cents cinquanta metres, encara que només els cent primers eren útils. La capacitat de tir, amb un personal molt preparat, era de dos tirs per minut. L'arma era imprecisa: Dos de cada tres cops errava a un blanc de la mida d'una casa de dos pisos. El general Artigas va intentar normalitzar els fusells de xispa de l'exèrcit mitjançant l'adquisició de mil fusells Tower d'origen anglès, però els seus esforços van ser en va degut a la falta de recursos.

#### Trabuc Taronger
El Trabuc Taronger era majoritàriament de fabricació belga. Generalment van ser utilitzats durant tot el transcurs de la revolució oriental 1811-1820, en ser una arma bastant usada entre els civils. El seu nom de taronger generalment es diu perquè la culata d'aquest trabuc estava construït de fusta de taronger, molt resistent. Les seves característiques eren: Arma de gran calibre i boca ampla, carregada amb metralla de restes de metall. Els seus tirs a boca de canó era equivalent al d'un petit canyó. Era molt apreciat entre les tropes orientals i segons indica l'historiador Romeo Zina Fernández, la llança i el trabuc taronger constituïen la dotació ocasional d'algunes milícies muntades, perquè mancaven les altres armes regulars com carrabines, espases i pistoles.

#### Pistola model 1815
Les pistoles normalment les portaven els homes del Regiment de Dracs de la Llibertat i també els Blandengues en portaven una o dues a sobre.
Aquesta pistola té un calibre de 17,2 mil·límetres, una longitud de l'arma de dos-cents setanta mil·límetres, un sistema de xispa. L'arma era bastant pesada, de un quilo i set-cents grams, i el seu abast molt curt, però es podia portar fàcilment a la cintura o als costats de la muntura.

## Campament d'Ayuí
A la revista de tropes al campament de l'Ayuí realitzada el 25 de febrer del 1812 per homenatjar a l'enviat de la junta del Paraguai, el capità Francisco Bartolomé Laguardia, l'exèrcit sota el comandament d'Artigas estava format per
- Primera Divisió d'infanteria: 550 homes del regiment de blandengues de la Frontera de Montevideo.
- Segona Divisió d'infanteria: 600 homes dels regiments de Maldonado i Minas.
- Tercera Divisió d'infanteria: 500 homes dels regiments de Canelones i Colònia.
- Primera Divisió de Cavalleria: 535 homes del Regiment de Porongos.
- Voluntaris missioners: 600 homes.
- Reial cos d'Artilleria: 150 homes amb sis canyons.
- Auxiliars xarrues i minuans: 450 homes.